# Bernard du Plessis-Besançon
Bernard du Plessis-Besançon, seigneur du Plessis, (né dans les premiers mois de l’année 1600 à Paris, décédé le 6 avril 1670 à Auxonne) est un officier, un chef d’état-major et un ambassadeur français. 

## Biographie
Il était fils puîné de Charles de Besançon, seigneur de Souligné et de Bouchemont et de Madeleine Horric.
Les différentes missions militaires ou diplomatiques que lui confièrent Richelieu puis Mazarin l’amenèrent de 1637 à 1658 à sillonner la France, à se rendre en Hollande, en Allemagne, en Catalogne et en Italie. En 1627 il était en Hollande puis à la fin de la même année, au siège de La Rochelle; en 1629-1630 il était présent au Piémont aux sièges de Casal et de Pignerol. Il était en Provence en 1629 et 1635, en Flandre en 1637, en Guyenne en 1638, au siège d'Arras en 1640, puis en Catalogne et en Italie.
Il donna des preuves d’un véritable talent aux sièges de la Rochelle et de Fontarabie, (1638), au secours de Casal comme chef de l’avant-garde française, à la prise de Salses (2 novembre 1639), de Rivesaltes en 1639, et de Perpignan, ou encore aux combats devant Barcelone en 1641, à la bataille de Llorens. Comme diplomate, il mérite encore bien davantage d’être apprécié et connu. Il signa le 7 septembre 1640 avec les représentants de la principauté de Catalogne, le Pacte de Céret qui apportait l'aide de la France à la Catalogne révoltée contre la monarchie espagnole. Il rédigea les articles de la soumission de la Catalogne au roi, le 16 décembre 1640 et il signa le 28 janvier 1641 le traité que le roi accepta à Péronne, le 19 septembre suivant. En 1643 à Brisach pour contenir la garnison des weymariens qui s’était mutinée. En 1644 il remplit une mission secrète à Bruxelles auprès de Don Francisco de Melo. Le 16 décembre 1644, il reçoit les lettres de provisions royales qui le nomment gouverneur des villes et châteaux d’Auxonne en considération des emplois considérables qu’il avait remplis et où il s’était signalé « par sa générosité, valeur et bonne conduite ». « Cette place, qui commandait les frontières de la Franche-Comté, avait alors une réelle importance et les fonctions de gouverneur n’étaient pas seulement une honorifique sinécure ». En 1651, pendant la Fronde, il se démet de ses fonctions de gouverneur d'Auxonne au profit du duc d'Épernon, devenu gouverneur de Bourgogne en remplacement du prince de Condé avec qui il avait échangé le gouvernement de Guyenne. Pendant les neuf ans que dura cette situation, Du Plessis-Besançon fut, en 1655, pendant trois ans, employé comme ambassadeur à Venise. Toutes ces missions de diplomatie montrent la confiance sans limites qu'avait Mazarin dans le tact de cet agent.
Il retrouva le gouvernement d’Auxonne, sur démission du duc d’Épernon, par provisions royales données à Paris, le 9 décembre 1660 ; un ordre du 24 décembre 1661, lui donne pouvoir pour commander dans cette place et le pays environnant. Il conserva ce commandement jusqu’à sa mort. 
Sa mort eut lieu le 6 avril 1670 à Auxonne au logis du Roy, l’actuelle mairie. Les débris du marbre funéraire de Du Plessis-Besançon furent rassemblés en 1807 « dans le carré du transept de l’église où il fut enterré. Son marbre funéraire retrace la magnifique carrière militaire et diplomatique d'un grand serviteur de la monarchie ,». On y lisait encore son épitaphe en 1721. 
Bernard du Plessis-Besançon avait épousé le 25 juin 1637 Louise d’Amphoux, fille d’un conseiller du roi au siège de Fréjus et de Saint-Tropez.
Il avait un frère aîné Charles du Plessis-Besançon.